# Con las alas rotas
Con las alas rotas es una película argentina en blanco y negro dirigida por Orestes Caviglia sobre guion de Pedro E. Pico y Mario Soffici basado en la obra de Emilio Berisso, que se estrenó el 15 de junio de 1938 y que tuvo como protagonistas a Mecha Ortiz, Miguel Faust Rocha, Ángel Magaña, Malisa Zini y Arturo García Buhr.

## Sinopsis
Un triángulo amoroso integrado por un abogado, un delincuente y una joven.

## Reparto
- Mecha Ortiz...	Nelly Rover
- Miguel Faust Rocha...	Julián Valmar
- Ángel Magaña...	Osvaldo Clavel
- Malisa Zini...	Fanny
- Arturo García Buhr...	Linares
- Ernesto Raquén...	Socio del Doctor Valmar - Roberto Cladel
- Ilde Pirovano...	Sra. Rover
- César Fiaschi...	Pedro Clavel
- Adolfo Meyer...	Amigo de Nelly
- Manuel Alcón...	Mucamo
- Alberto Terrones...	Jugador de póquer 1
- Bernardo Perrone...	Jugador de póquer 2
- Warly Ceriani...	Amigo de Linares
- Esther Bence...	Amiga
- Chiquita...	Julieta, hija de Nelly

## Comentarios
La crónica de La Nación señaló: "Especial importancia en lo que podríamos calificar al factor humano en la interpretación específica del filme …oscila en su definición entre el drama de marco social y el melodrama que no puede eludir por más que tome giros de comedia" y Manrupe y Portela opinan de la película: "Opera prima de Caviglia adaptando una obra ya por entonces añeja (había sido estrenada en 1917 por Camila Quiroga y Pablo Podestá en el Teatro Nuevo) y sin demasiado interés cinematográfico."